# Décès en 1187
Décès
- 1183
- 1184
- 1185
- 1186
- 1187
- 1188
- 1189
- 1190
- 1191

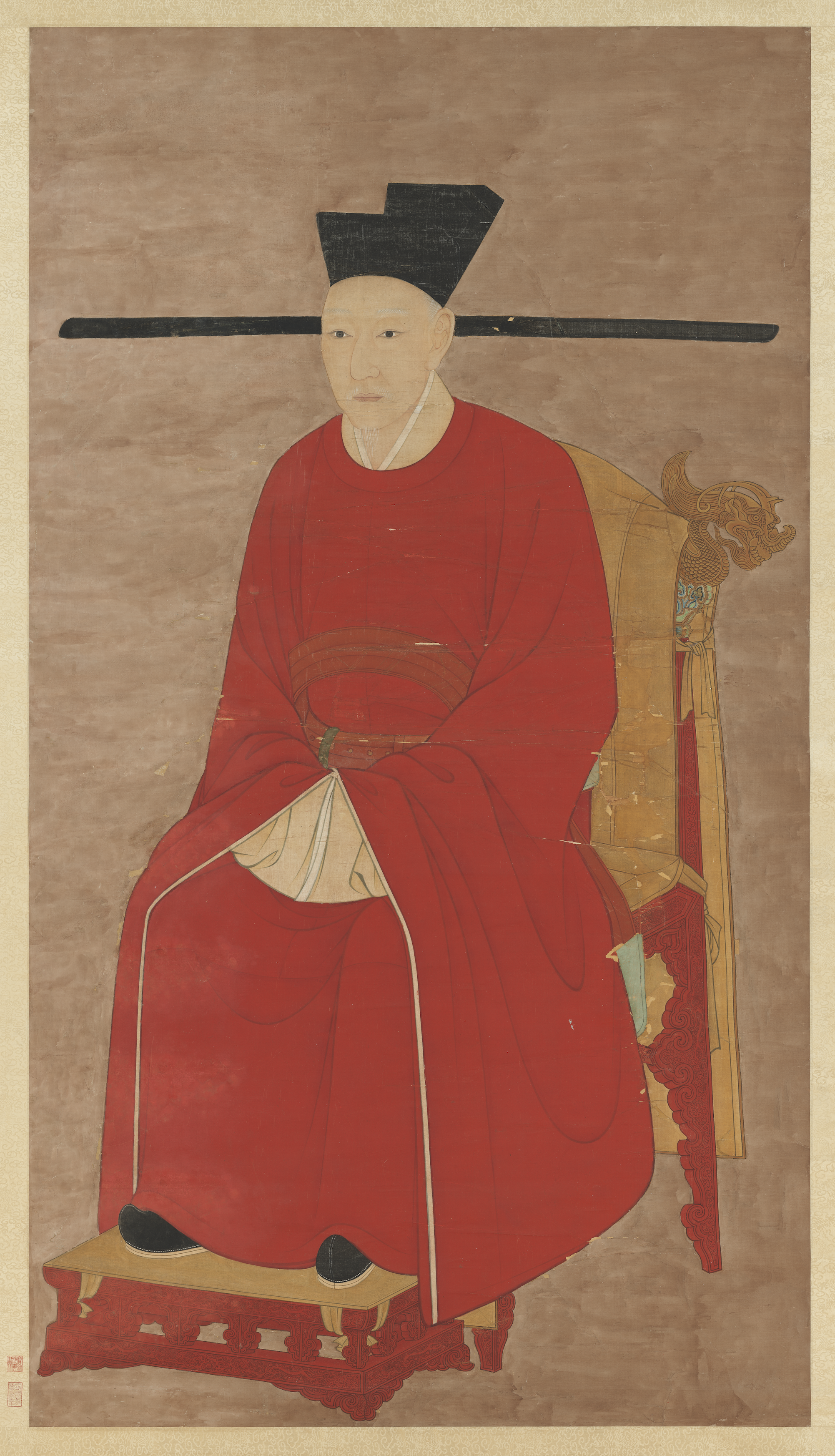
Song Gaozong, mort en 1187.

Cette page dresse une liste de personnalités mortes au cours de l'année 1187 :
- 10 janvier : Henri de Sully, 5e abbé de Fécamp.
- 18 mars : Bogusław Ier de Poméranie, duc de Szczecin et de  Poméranie occidentale.
- 1er mai : Roger de Moulins grand maître de l’ordre de Saint-Jean de Jérusalem à Cresson.
- 4 juillet : Renaud de Châtillon, seigneur franc de Terre sainte, capturé lors de la bataille de Hattin et tué de la main même de Saladin.
- 20 octobre : Urbain III, pape.
- 9 novembre : Song Gaozong, dixième empereur de la dynastie Song, et le premier des Song du Sud.
- 30 novembre : Fujiwara no Hidehira, troisième dirigeant du clan Ōshū Fujiwara dans la province de Mutsu, au Japon.
- 17 décembre : Grégoire VIII, pape.

- Baudouin d'Ibelin, noble croisé du royaume de Jérusalem.
- Alexis Branas, stratège byzantin originaire d'Andrinople.
- Caïd Richard, haut fonctionnaire du royaume normand de Sicile, maître-chambellan du palais royal.
- Johannes, archevêque d'Uppsala en Suède.
- Kontchak[1], khan polovtse.
- Donald MacWilliam, héritier légitime du trône d'Écosse.
- Raymond III de Tripoli, comte de Tripoli de 1152 à 1187, un prince de Galilée.
- Roupen III d'Arménie, prince des Montagnes roupénide.
- Robert de St. Albans, chevalier templier anglais qui s'est converti à l'islam.

date incertaine (vers 1187)
- Gérard de Crémone, écrivain et traducteur italien.

## Crédit d'auteurs
- Cet article est partiellement ou en totalité issu de l'article intitulé « 1187 » (voir la liste des auteurs).